# جالوکاتی
جالوکاتی (به لاتین: Jhalokati) یک شهر در بنگلادش است که در ناحیه جلوکاتی واقع شده‌است.
 جالوکاتی ۱۶٫۰۸ کیلومتر مربع مساحت و ۴۷,۵۳۴ نفر جمعیت دارد.